# Lucas (Ohio)
Lucas est un village du sud-est du comté de Richland, aux États-Unis, dépendant de l'agglomération de Mansfield.

## Histoire
David Tucker, un citoyen du New Hampshire, s'établit dans le comté de Richland en 1819. En 1824, l'état lui cédait des terres pour $1.25 l’acre : au gré de la venue de colons et de pionniers, il vendait aux enchères des lots de terrain aux nouveaux arrivants. En 1829, les trois premiers moulins étaient construits et l'année suivante, une poste était mise en service. En 1830, la compagnie de chemin de fer Chicago Railroad Co. fit passer une voie ferrée au sud de la ville et construisit une gare de dépôt et dès 1834, la région de Lucas disposait de plusieurs commerces, et formait, grâce aux subsides fédéraux, un marché important pour le comté rural de Richland. Le village avait été une des étapes du général Brooks lors de la guerre anglo-américaine de 1812.
En 1945, Lucas bénéficia d'une éphémère célébrité grâce au mariage de Humphrey Bogart et de Lauren Bacall, le 21 mai, à Malabar Farm, résidence du lauréat du prix Pulitzer Louis Bromfield, qui était un ami de Bogart.
En 1994, plusieurs scènes du film Les Évadés y ont été tournées, dont celle où Andy, garé devant son domicile (Pugh Cabin), rumine le meurtre de sa femme, et la scène où Red découvre la boîte d’Andy sous une pierre noire à côté d'un chêne. Ce chêne est bien visible depuis Bromfield Road. En 2014, on a tourné un épisode de Ghost Hunters (Family Plot) à Lucas. L'équipe de Ghost Hunters enquête sur des rumeurs de phénomènes paranormaux liés à un triple meurtre commis à Ceely Rose en 1896.

## Géographie
Lucas se trouve sur la State Route 39 à quelques kilomètres de l'autoroute Interstate 71. Le village, qui fait partie de la vallée boisée du Mohican, est baigné par les rivières de Rocky Fork et de Black Fork, avec le lac Charles Mill à l’est, et le lac de Pleasant Hill au sud. Selon le Bureau du recensement des États-Unis, sa superficie, entièrement terrestre, est de 1,79 km2.